# Von Jahr zu Jahr
Von Jahr zu Jahr.  Das Jahrbuch für die Frau erschien von 1949 bis 1990 in Leipzig.

## Inhalt
Von Jahr zu Jahr  wurde jährlich im Verlag für die Frau in Leipzig von einem Autorenkollektiv herausgegeben. Es enthielt Beiträge zu verschiedensten Themen wie Mode, Hauswirtschaft, Kinder, Unterhaltung  und Ratschläge.
Die erste Ausgabe erschien 1949 für das Jahr 1950, die letzte 1990 für das Jahr 1991.
1973
Für das Jahr 1973 gab es unter anderem  die Beiträge
Kinder machen glücklicher, Spiele, Gedanken zur Berufswahl, Wohnungseinrichtung; sowie Kochrezepte; Kosmetik; Rat für junge Eltern; Handarbeiten; Erzählungen und Kurzgeschichten